# Roddels
Roddels is een lied van de Nederlandse zanger Antoon in samenwerking met de Nederlandse rapper Frenna. Het werd in 2023 als single uitgebracht en stond in hetzelfde jaar als derde track op het album Engel van Antoon.

## Achtergrond
Roddels is geschreven door Valentijn Verkerk, Paul Sinha, Francis Edusei en J. Bergsma en geproduceerd door Antoon. Het is een nummer uit het genre nederhop. In het lied rappen en zingen de artiesten over hun succes en de roddelpraat die daarmee gepaard gaat. Het is de eerste keer dat de twee artiesten met elkaar samenwerken. Het nummer werd bij radiozender NPO FunX uitgeroepen tot DiXte track van de week.

## Hitnoteringen
De artiesten hadden succes met het lied in de hitlijsten van Nederland. Het piekte op de 32e plaats van de Nederlandse Single Top 100 en stond vier weken in deze hitlijst. De Nederlandse Top 40 werd niet bereikt; het kwam hier tot de zevende plaats van de Tipparade.